# Péga
Der Péga war ein französisches Volumenmaß für Flüssigkeiten in Toulouse.
- 1 Péga = 8 Huchaux = 160 Pariser Kubikzoll = 3,17 Liter
- 120 Péga = 1 Pipe